# Labeobarbus
Labeobarbus – rodzaj słodkowodnych ryb z rodziny karpiowatych (Cyprinidae). 

## Klasyfikacja
Gatunki zaliczane do tego rodzaju:
| - Labeobarbus acutirostris - Labeobarbus aeneus - Labeobarbus altianalis - Labeobarbus batesii - Labeobarbus brevicauda - Labeobarbus brevicephalus - Labeobarbus brevispinis - Labeobarbus capensis - Labeobarbus cardozoi - Labeobarbus caudovittatus - Labeobarbus codringtonii - Labeobarbus compiniei - Labeobarbus crassibarbis - Labeobarbus dainellii - Labeobarbus gorgorensis - Labeobarbus gorguari - Labeobarbus habereri - Labeobarbus intermedius - Labeobarbus johnstonii - Labeobarbus kimberleyensis - Labeobarbus litamba - Labeobarbus longissimus | - Labeobarbus lucius - Labeobarbus macrophtalmus - Labeobarbus malacanthus - Labeobarbus marequensis - Labeobarbus mbami - Labeobarbus megastoma - Labeobarbus micronema - Labeobarbus mungoensis - Labeobarbus natalensis - Labeobarbus nedgia - Labeobarbus nthuwa - Labeobarbus platydorsus - Labeobarbus pojeri - Labeobarbus polylepis - Labeobarbus progenys - Labeobarbus rocadasi - Labeobarbus roylii - Labeobarbus surkis - Labeobarbus truttiformis - Labeobarbus tsanensis - Labeobarbus versluysii |

Gatunkiem typowym jest Labeobarbus nedgia.

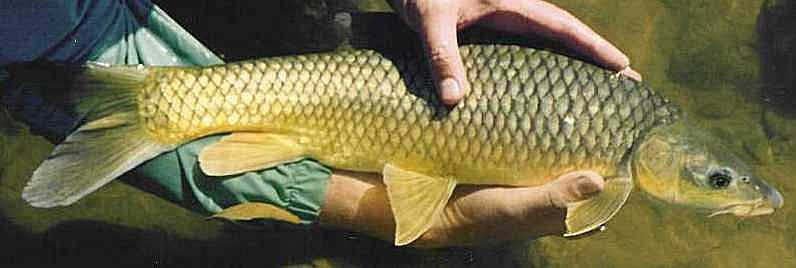
Labeobarbus aeneus